# Шодрон ан Мож
Шодрон ан Мож (фр. Chaudron-en-Mauges) насеље је и општина у западној Француској у региону Лоара, у департману Мен и Лоара која припада префектури Шоле.
По подацима из 2011. године у општини је живело 1453 становника, а густина насељености је износила 56,51 становника/km². Општина се простире на површини од 25,71 km². Налази се на средњој надморској висини од 71 метар (максималној 146 m, а минималној 25 m).

## Демографија
| 1962. | 1968. | 1975. | 1982. | 1990. | 1999. | 2011. |
| ----- | ----- | ----- | ----- | ----- | ----- | ----- |
| 1.540 | 1.582 | 1.517 | 1.506 | 1.551 | 1.409 | 1.453 |

График промене броја становника у току последњих година